# Playa de La Taluxa
La Playa de La Taluxa, se sitúa en la parroquia de Candás, en la comarca del Cabo de Peñas, en el concejo de Carreño, Asturias.

## Descripción
Se puede considerar a esta playa como una recóndita cala de pequeño tamaño, con lecho mixto de arena y grava. Es poco frecuentada, lo cual puede deberse a que su acceso es complicado, lo que hace que habitualmente sólo es frecuentada por pescadores.
Puede accederse a ella desde la cercana Playa de San Pedro de Antromero, ya que el depósito de piedras que existe a la derecha de ésta playa permite adentrarse en La Taluxa, playa que se conoce popularmente como la «Playa de Les Monxes».
Presenta forma de concha, y se puede destacar la presencia en sus inmediaciones de una muy pequeña cala conocida con el nombre de “El Pisón”, utilizada como zona de pesca recreativa. También se puede observar en la playa los restos de una polea utilizada para la extracción de ocle (alga que forma densas praderas en el fondo arenoso de los mares, y la cual, tras su maduración a finales de verano , al producirse las primeras mareas fuertes de fondo, se desprende para flotar a merced de las corrientes que las llevan hasta la playa donde se quedan varadas en las arenas con la bajamar).
La playa no dispone de ningún tipo de servicio.